# Municipi de Samsø
El municipi de Samsø és un municipi danès que ocupa l'illa de Samsø, a l'estret de Kattegat entre la península de Jutlàndia i l'illa de Sjælland. La Reforma Municipal Danesa del 2007 va situar el municipi a la Regió de Midtjylland però no el va afectar quant a territori, que a més de l'illa de Samsø comprèn també algunes petites illes adjacents situades al Stavns Fjord, com Brokold, Eskeholm, Hjortholm, Mejlesholm, Yderste Holm, Svæm. Ægholm o Hundssholm, i les illes de Kyholm i Vejrø.
La ciutat més important i seu administrativa del municipi és Tranebjerg (829 habitants el 2009). Altres poblacions del municipi:
- Brundby
- Onsbjerg
- Nordby

## Consell municipal
Resultats de les eleccions del 18 de novembre del 2009:
| Partit                      | vots | % vots |
| --------------------------- | ---- | ------ |
| Socialdemokratiet           | 331  | 13.0   |
| Det Konservative Folkeparti | 501  | 19.7   |
| Fælleslisten Samsø          | 208  | 8.2    |
| Socialistisk Folkeparti     | 434  | 17.0   |
| Samsø Listen                | 119  | 4.7    |
| Venstre                     | 839  | 32.9   |
| Social-Listen               | 117  | 4.6    |

### Alcaldes
| Alcalde       | Període               | Partit                  |
| ------------- | --------------------- | ----------------------- |
| Carsten Bruun | 1-1-2007 a 31-12-2009 | Venstre                 |
| Jørn Nissen   | 1-1-2010 a 31-12-2013 | Konservative Folkeparti |